# Associazione Sportiva Siracusa 1950-1951
Questa voce raccoglie le informazioni riguardanti il Associazione Sportiva Siracusa nelle competizioni ufficiali della stagione 1950-1951.

## Stagione
In questa stagione, la formazione azzurra ha ottenuto il suo miglior piazzamento in assoluto, contendendosi per buona parte del campionato la storica promozione in serie A con Livorno, Modena, e soprattutto con le battistrada Legnano e SPAL. 

## Rosa
Fonte:
| N. |                   | Ruolo | Calciatore          |
| -- | ----------------- | ----- | ------------------- |
|    | Italia (bandiera) | P     | Albano Luisetto     |
|    | Italia (bandiera) | P     | Giuseppe Salerno    |
|    | Italia (bandiera) | D     | Vincenzo Berlinguer |
|    | Italia (bandiera) | D     | Armando Fallanca    |
|    | Italia (bandiera) | D     | Giuseppe Marchetto  |
|    | Italia (bandiera) | D     | Loris Mignatti      |
|    | Italia (bandiera) | C     | Dino Bovoli         |
|    | Italia (bandiera) | C     | Giovanni Bussone    |
|    | Italia (bandiera) | C     | Bruno Camporese     |

| N. |                   | Ruolo | Calciatore        |
| -- | ----------------- | ----- | ----------------- |
|    | Italia (bandiera) | C     | Serafino Morganti |
|    | Italia (bandiera) | C     | Giuseppe Polo     |
|    | Italia (bandiera) | C     | Oreste Roccasecca |
|    | Italia (bandiera) | C     | Egizio Rubino     |
|    | Italia (bandiera) | A     | Luciano Cavaleri  |
|    | Italia (bandiera) | A     | Bruno Micheloni   |
|    | Italia (bandiera) | A     | Piero Suppi       |
|    | Italia (bandiera) | C     | Sergio Susmel     |
|    | Italia (bandiera) | A     | Elios Vaccari     |

## Risultati

### Serie B

#### Girone di andata
| 10 settembre 1950 1ª giornata | Siracusa | 2 – 2 | Salernitana |  |

| 17 settembre 1950 2ª giornata | Siracusa | 4 – 0 | Modena |  |

| 24 settembre 1950 3ª giornata | Bari | 1 – 1 | Siracusa |  |

| 20 dicembre 1992 4ª giornata | Cremonese | 0 – 1 | Siracusa |  |

| 8 ottobre 1950 5ª giornata | Siracusa | 2 – 2 | Venezia |  |

| 6 dicembre 1981 6ª giornata | Siracusa | 3 – 1 | Spezia |  |

| 22 ottobre 1950 7ª giornata | Legnano | 2 – 1 | Siracusa |  |

| 29 ottobre 1950 8ª giornata | Catania | 3 – 1 | Siracusa |  |

| 5 novembre 1950 9ª giornata | Siracusa | 2 – 0 | Reggiana |  |

| 12 novembre 1950 10ª giornata | Siracusa | 4 – 2 | Livorno |  |

| 19 novembre 1950 11ª giornata | Treviso | 2 – 1 | Siracusa |  |

| 26 novembre 1950 12ª giornata | Pisa | 1 – 0 | Siracusa |  |

| 20 settembre 1998 13ª giornata | Siracusa | 1 – 1 | SPAL |  |

| 10 dicembre 1950 14ª giornata | Siracusa | 2 – 1 | Vicenza |  |

| 17 dicembre 1950 15ª giornata | Verona | 3 – 2 | Siracusa |  |

| 24 dicembre 1950 16ª giornata | Brescia | 0 – 0 | Siracusa |  |

| 31 dicembre 1950 17ª giornata | Siracusa | 2 – 2 | Seregno |  |

| 14 gennaio 1951 19ª giornata | Siracusa | 4 – 1 | Fanfulla |  |

| 21 gennaio 1951 20ª giornata | Siracusa | 3 – 1 | Anconitana |  |

| 28 gennaio 1951 21ª giornata | Messina | 4 – 1 | Siracusa |  |

#### Girone di ritorno
| 4 febbraio 1951 22ª giornata | Salernitana | 0 – 0 | Siracusa |  |

| 11 febbraio 1951 23ª giornata | Modena | 2 – 0 | Siracusa |  |

| 18 febbraio 1951 24ª giornata | Siracusa | 6 – 0 | Bari |  |

| 25 febbraio 1951 25ª giornata | Siracusa | 1 – 0 | Cremonese |  |

| 4 marzo 1951 26ª giornata | Venezia | 1 – 0 | Siracusa |  |

| 11 marzo 1951 27ª giornata | Spezia | 1 – 0 | Siracusa |  |

| 18 marzo 1951 28ª giornata | Siracusa | 2 – 0 | Legnano |  |

| 25 marzo 1951 29ª giornata | Siracusa | 2 – 0 | Catania |  |

| 1º aprile 1951 30ª giornata | Reggiana | 1 – 0 | Siracusa |  |

| 8 aprile 1951 31ª giornata | Livorno | 5 – 1 | Siracusa |  |

| 15 aprile 1951 32ª giornata | Siracusa | 3 – 0 | Treviso |  |

| 22 aprile 1951 33ª giornata | Siracusa | 1 – 0 | Pisa |  |

| 29 aprile 1951 34ª giornata | SPAL | 2 – 0 | Siracusa |  |

| 6 maggio 1951 35ª giornata | Vicenza | 2 – 1 | Siracusa |  |

| 13 maggio 1951 36ª giornata | Siracusa | 1 – 0 | Verona |  |

| 20 maggio 1951 37ª giornata | Siracusa | 2 – 0 | Brescia |  |

| 27 maggio 1951 38ª giornata | Seregno | 1 – 1 | Siracusa |  |

| 10 giugno 1951 40ª giornata | Fanfulla | 2 – 0 | Siracusa |  |

| 17 giugno 1951 41ª giornata | Anconitana | 2 – 4 | Siracusa |  |

| 24 giugno 1951 42ª giornata | Siracusa | 2 – 0 | Messina |  |

## Statistiche

### Statistiche di squadra
| Competizione | Punti | In casa | In casa | In casa | In casa | In casa | In casa | In trasferta | In trasferta | In trasferta | In trasferta | In trasferta | In trasferta | Totale | Totale | Totale | Totale | Totale | Totale | DR  |
| Competizione | Punti | G       | V       | N       | P       | Gf      | Gs      | G            | V            | N            | P            | Gf           | Gs           | G      | V      | N      | P      | Gf     | Gs     | DR  |
| ------------ | ----- | ------- | ------- | ------- | ------- | ------- | ------- | ------------ | ------------ | ------------ | ------------ | ------------ | ------------ | ------ | ------ | ------ | ------ | ------ | ------ | --- |
| Serie B      | 44    | 20      | 16      | 4       | 0       | 47      | 12      | 20           | 2            | 4            | 14           | 15           | 35           | 40     | 18     | 8      | 14     | 62     | 47     | +15 |

### Statistiche dei giocatori
| Giocatore     | Serie B  | Serie B |
| Giocatore     | Presenze | Reti    |
| ------------- | -------- | ------- |
| V. Berlinguer | 3        | 0       |
| D. Bovoli     | 33       | 1       |
| G. Bussone    | 39       | 1       |
| B. Camporese  | 31       | 1       |
| L. Cavaleri   | 34       | 8       |
| A. Fallanca   | 39       | 0       |
| A. Luisetto   | 35       | -40     |
| G. Marchetto  | 35       | 1       |
| B. Micheloni  | 36       | 22      |
| L. Mignatti   | 8        | 0       |
| S. Morganti   | 2        | 0       |
| G. Polo       | 33       | 11      |
| O. Roccasecca | 10       | 0       |
| E. Rubino     | 33       | 0       |
| G. Salerno    | 5        | -7      |
| P. Suppi      | 27       | 0       |
| S. Susmel     | 25       | 4       |
| E. Vaccari    | 12       | 2       |